# Vanilla griffithii
Vanilla griffithii är en orkidéart som beskrevs av Heinrich Gustav Reichenbach. Vanilla griffithii ingår i släktet Vanilla och familjen orkidéer. Inga underarter finns listade i Catalogue of Life.